# 大館郡
大館郡（テグァンぐん）は、朝鮮民主主義人民共和国平安北道の郡。

## 地理
平安北道の中部の山岳地帯に位置し、郡域の83％は森林が占めている。西の天摩郡との郡境に聳える天摩山などに囲まれた地勢であり、郡内に源を発した大寧江（テリョンガン）が郡域の中央部を南へと流下している。

### 隣接行政区
- 北 － 朔州郡、昌城郡
- 東 － 東倉郡
- 南 － 泰川郡、亀城市
- 西 － 天摩郡

## 行政区域
1邑・22里を管轄する。
| - 大館邑（テグァヌプ） - 金倉里（クムチャンニ） - 南長里（ナムジャンニ） - 畓風里（タップンニ） - 大安里（テアンニ） - 徳淵里（トギョンニ） - 両山里（リャンサンニ） - 労興里（ロフンニ） - 料下里（リョハリ） - 龍山里（リョンサンニ） - 龍昌里（リョンチャンニ） - 明上里（ミョンサンニ） | - 松南里（ソンナムニ） - 水遠里（スウォンニ） - 新鉱里（シングァンニ） - 新上里（シンサンニ） - 新温里（シノンニ） - 五峯里（オボンニ） - 雲林里（ウルリムニ） - 雲昌里（ウンチャンニ） - 院豊里（ウォンプンニ） - 清渓里（チョンゲリ） - 平和里（ピョンファリ） |

## 歴史
大館郡は、北朝鮮の建国後、行政区画再編によって新設された郡である。
1952年12月、従来の朔州郡南東部に位置した南西面・外南面・両山面および水豊面の一部が分割され、大館郡が新設された（1邑29里）。
現在は、1邑1労働者区25里からなる。

### 年表
この節の出典
- 1952年12月 - 郡面里統廃合により、平安北道朔州郡外南面・両山面・水東面・南西面をもって、大館郡を設置。大館郡に以下の邑・里が成立。(1邑28里)
  - 大館邑・両山里・平和里・水東里・改革里・水龍里・新鉱里・松南里・雲昌里・雲林里・水遠里・明上里・新温里・五峯里・院豊里・料下里・徳淵里・畓風里・龍山里・龍昌里・南長里・大安里・労興里・清渓里・金倉里・龍城里・徳河里・新上里・龍興里
- 1954年 - 龍興里が水東里・新上里に分割編入。(1邑27里)
- 1958年6月 - 改革里が泰川郡に編入。(1邑26里)
- 1967年 - 水龍里が大館邑に編入。(1邑25里)
- 1987年 - 水東里・龍城里・徳河里が新上里に編入。(1邑22里)

## 交通
安州（安州市）と青水（朔州郡）を結ぶ鉄道の平北線が郡内を南北に貫いている。
- 平北線
  - 八営駅 - 大寧江駅 - 新温駅
- 大館里線
  - 新温駅 - 大館里駅